# Mekici

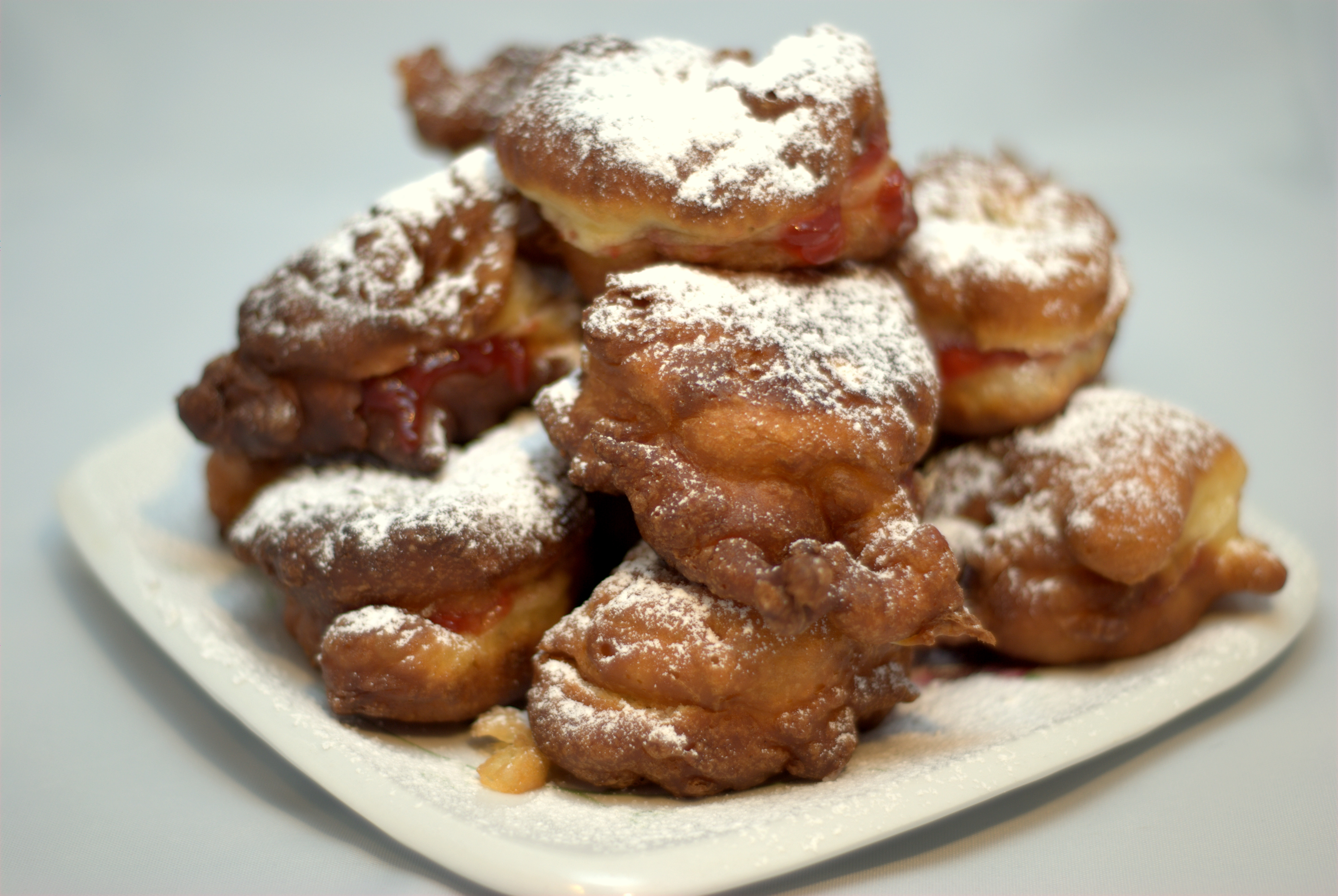
Mekici – tradycyjne pączki bułgarskie

Mekici (bułg. lp. мекица mekica; srb. mekike) – tradycyjny wypiek kuchni bułgarskiej z ciasta drożdżowego o konsystencji gęstej śmietany. 
Jest smażony na głębokim tłuszczu, tak jak polskie pączki. Najważniejszym składnikiem ciasta jest jogurt. W zależności od regionu dodaje się go w różnych proporcjach, lecz oryginalnie składnik płynny w cieście na mekici stanowi tylko jogurt, resztę jaja, mąka, soda oczyszczona, woda, drożdże oraz sól. 
Mekici smażone podobnie do polskich pączków, wyglądem przypominają raczej placki (racuchy), na które po usmażeniu narzuca się biały ser feta albo dżem (w wersji na słodko). Zależnie od regionalnej odmiany spotyka się również dodatki takie jak cukier puder czy miód. 
Mekici jada się przeważnie na śniadanie. Serwowane są także na lokalnych bazarach i na stoiskach podczas festynów.